# Campeonato de Escocia de Rugby 1976-77
El Campeonato de Escocia de Rugby (Scotland Division 1) de 1976-77 fue la cuarta edición del principal torneo de rugby de Escocia.

## Sistema de disputa
El torneo se disputó en formato de todos contra todos en la que cada equipo enfrentó a cada uno de sus rivales.
El equipo que al finalizar el torneo obtuviera mayor cantidad de puntos, se coronó como campeón del torneo, mientras que los dos últimos descendieron directamente a la División 2.
Puntuación
Para ordenar a los equipos en la tabla de posiciones se los puntuará según los resultados obtenidos.
- 2 puntos por victoria.
- 1 puntos por empate.
- 0 puntos por derrota.

## Clasificación
| Pos. | Equipo              | Encuentros | Encuentros | Encuentros | Encuentros | Tantos | Tantos | Tantos | Puntos |
| Pos. | Equipo              | PJ         | PG         | PE         | PP         | F      | C      | Dif    | Puntos |
| ---- | ------------------- | ---------- | ---------- | ---------- | ---------- | ------ | ------ | ------ | ------ |
| 1.º  | Hawick RFC          | 11         | 9          | 0          | 2          | 301    | 115    | +186   | 18     |
| 2.º  | Gala RFC            | 11         | 9          | 0          | 2          | 270    | 84     | +186   | 18     |
| 3.º  | West of Scotland    | 11         | 9          | 0          | 2          | 190    | 80     | +110   | 18     |
| 4.º  | Kilmarnock          | 11         | 7          | 0          | 4          | 197    | 171    | +28    | 14     |
| 5.º  | Boroughmuir RFC     | 11         | 6          | 1          | 4          | 156    | 121    | +35    | 13     |
| 6.º  | Heriot's FP         | 11         | 5          | 2          | 4          | 172    | 143    | +31    | 12     |
| 7.º  | Jordanhill          | 11         | 5          | 0          | 6          | 131    | 126    | +5     | 10     |
| 8.º  | Highland            | 11         | 4          | 1          | 6          | 114    | 143    | -29    | 9      |
| 9.º  | Watsonians          | 11         | 3          | 2          | 6          | 148    | 159    | -11    | 8      |
| 10.º | Langholm            | 11         | 3          | 0          | 8          | 65     | 232    | -167   | 6      |
| 11.º | Edinburgh Wanderers | 11         | 3          | 0          | 8          | 112    | 282    | -170   | 6      |
| 12.º | Selkirk             | 11         | 0          | 0          | 11         | 93     | 293    | -200   | 0      |

|  | Desempate por el campeonato. |
|  | Descendido a la División 2.  |

### Definición por el título
| 12 de abril de 1977 | Hawick RFC | 15 - 3 | Gala RFC |  |  |

| Bandera de Escocia |
| Campeón Hawick RFC |
| Cuarto título      |